# Якирович, Сергей
Сергей Якирович (босн. Sergej Jakirović; род. 23 декабря 1976, Мостар) — боснийский футболист, защитник; тренер.

## Карьера игрока
Якирович играл в Хорватской футбольной лиге за «Неретву», «Истру», «Камен Инград», «Загреб» и «Риеку».
Дебют за национальную сборную Боснии и Герцеговины состоялся 17 августа 2005 года в товарищеском матче против сборной Эстонии (0:1). Всего Якирович за «сине-жёлтых» сыграл 5 матчей.

## Карьера тренера

### Ранняя карьера
Между 2017 и 2018 годами Якирович возглавлял клуб «Сесвете».
20 июня 2018 года Якирович стал главным тренером клуба «Горица» из Велика-Горицы, который он вывел на пятое место в сезоне 2018/2019. 24 февраля 2020 года после поражения со счётом 0:6 от «Хайдука» (Сплит) он был уволен из клуба.
23 апреля 2020 года Якирович был назначен новым тренером словенского «Марибор», сменив Дарко Миланича. Он был уволен 29 августа 2020 года после того, как в первом отборочном раунде Лиги Европы 2020/2021 его выбила североирландская команда «Колрейн».

### «Зриньски»
28 декабря 2020 года Якирович стал новым тренером боснийского клуба «Зриньски», подписав с клубом контракт на три с половиной года.
В первой игре под его руководством, 27 февраля 2021 года, «Зриньски» обыграл «Крупу» в матче национального чемпионата. 10 марта того же года Якирович допустил своё первое поражение, в качестве тренера «Зриньски», в матче Кубка Боснии и Герцеговины против «Сараево».
20 января 2022 года Якирович продлил контракт на два с половиной года до 2024 года. После победы над «Радником» из Биелины 19 марта 2022 года «Зриньски» побил абсолютный рекорд Боснийской премьер-лиги, одержав 13 побед подряд, превзойдя предыдущий рекорд в 12 побед, установленный «Железничаром» в сезоне 2011/2012. 16 апреля 2022 года Якирович привёл «Зриньски» к победе со счётом 4:0 над «Сараево», обеспечив клубу рекордный седьмой титул национального чемпиона за семь туров до конца сезона. Впоследствии он был назван лучшим тренером сезона Боснийской премьер-лиги.
После того как «Зриньски» вылетели в первом квалификационном раунде Лиги чемпионов сезона 2022/2023 от молдавского клуба «Шериф», Якирович вывел клуб в раунд плей-офф Лиги конфиренций, где они уступили словацкому клубу «Слован» из Братиславы в серии послематчевых пенальти, упустив шанс сыграть в групповом этапе.
29 ноября 2022 года совет директоров «Зриньски» подтвердил, что Якирович покинул клуб, поскольку он готовился подписать контракт с хорватским клубом «Риека».

### «Риека»
На следующий день, после подтверждения его ухода из «Зриньски», Якирович подписал контракт на два с половиной года с «Риекой» с возможностью продления ещё на один год. Он дебютировал 21 января 2023 года, когда «Риека» сыграла вничью на выезде с «Осиеком» (1:1).
28 января Якирович выиграл свой первый матч в качестве тренера «Риеки», победив над «Шибеник» со счётом 2:1. 25 февраля 2023 года, после четырёх побед подряд, он потерпел своё первое поражение в качестве тренера в матче против «Славен Белупо» (0:1). «Риека» завершил сезон на четвёртом месте, получив право на участие во втором отборочном раунде Лиги конференций 2023/2024. Клуб выбил косовский клуб «Дукаджини» и фарерский клуб «Б-36», а затем в раунде плей-офф уступили французскому «Лиллю».

### «Динамо» (Загреб)
21 августа 2023 года, за три дня до матча с «Лиллем», Якирович покинул «Риеку» и был назначен тренером загребского «Динамо», сменив Игоря Бишчана.
Якирович провёл свой первый матч за «Динамо» 24 августа, победив дома пражскую «Спарту» в раунде плей-офф Лиги Европы УЕФА со счётом 3:1. Однако после поражения со счётом 1:4 от чешской команды в ответной игре «Динамо» покинуло Лигу Европы и продолжило играть на групповом этапе Лиги конференций.

## Личная жизнь
Родившийся в Мостаре, Якирович имеет как боснийское, так и хорватское гражданство. Его отец, Энвер, был вратарём «Неретвы».

## Статистика тренера
| Сесвете                | 5 июня 2017     | 18 июня 2018    | 36  | 18  | 6  | 12 | 050,00 |
| Горица (Велика-Горица) | 20 июня 2018    | 24 февраля 2020 | 63  | 28  | 15 | 20 | 044,44 |
| Марибор                | 23 апреля 2020  | 29 августа 2020 | 13  | 9   | 1  | 3  | 069,23 |
| Зриньски               | 28 декабря 2020 | 29 ноября 2022  | 77  | 52  | 15 | 10 | 067,53 |
| Риека                  | 30 ноября 2022  | 21 августа 2023 | 27  | 17  | 4  | 6  | 062,96 |
| Динамо (Загреб)        | 21 августа 2023 | н.в.            | 60  | 41  | 9  | 10 | 068,33 |
| Итог                   | Итог            | Итог            | 276 | 165 | 50 | 61 | 059,78 |

## Достижения

### Как игрок
«Спартак» (Трнава)
- Обладатель Кубка Словакии: 1997/98[англ.]

ЦСКА (София)
- Обладатель Кубка Болгарии: 2005/06[англ.][3]
- Обладатель Суперкубка Болгарии: 2006[англ.]

### Как тренер
«Зриньски»
- Чемпион Боснии и Герцеговины: 2021/22

«Динамо» (Загреб)
- Чемпион Хорватии: 2023/24
- Обладатель Кубка Хорватии: 2023/24[англ.]

### Индивидуальные
- Лучший тренер сезона чемпионата Боснии и Герцеговины : 2021/22